# Mailman
GNU Mailman — пакет GNU для управління розсилками електронної пошти. Це вільне програмне забезпечення/відкрите програмне забезпечення, поширюється відповідно до ліцензії по GPL. Управління в Mailman здійснюється через вебінтерфейс.
Mailman написаний  мовою програмування Python. Він може працювати з будь-яким загальним Unix поштовим сервером, включаючи Postfix, Sendmail та qmail.
Найкраща інтеграція спостерігається при використанні з вільним поштовим сервером exim (який використовується за умовчанням в багатьох дистрибутивах GNU Linux): з використанням спеціальних правил в настройках, exim знає адреси, які використовуються Mailman'ом і автоматично перенаправляє всі листи, що містять заголовки Mailman для обробки в Mailman, без встановлення певних аліасів (псевдонімів) для кожного списку розсилки, як це здійснюється в інших поштового сервера.
Налаштування користувача включені в веб-інтерфейс, вбудована архівація повідомлень, автоматично обробляються Bounce message, режим Дайжест і фільтрація спаму.